# La mujer encinta
La mujer encinta (en italiano La Donna Gravida) es una pintura del artista renacentista italiano Rafael Sanzio. Fue pintada entre 1505 y 1506, durante la estancia de Rafael en Florencia. Es una pintura al óleo sobre tabla con unas dimensiones de 66 centímetros de alto y 52 cm de ancho. Se conserva en el Palacio Pitti de Florencia, Italia.
Es el retrato de una mujer que se encuentra embarazada, sentada con su mano izquierda descansando sobre el estómago. Las pinturas de mujeres encinta eran inusuales en el periodo renacentista.